# (200162) 1999 BZ12
(200162) 1999 BZ12 es un asteroide perteneciente al cinturón de asteroides, descubierto el 24 de enero de 1999 por Korado Korlević desde el Observatorio de Višnjan, Zvjezdarnica Višnjan, Croacia.

## Designación y nombre
Designado provisionalmente como 1999 BZ12.

## Características orbitales
1999 BZ12 está situado a una distancia media del Sol de 3,089 ua, pudiendo alejarse hasta 3,433 ua y acercarse hasta 2,746 ua. Su excentricidad es 0,111 y la inclinación orbital 19,55 grados. Emplea 1983,67 días en completar una órbita alrededor del Sol.

## Características físicas
La magnitud absoluta de 1999 BZ12 es 14,8. Tiene 6,681 km de diámetro y su albedo se estima en 0,057.